# Joseph Wolfschütz
Joseph Wolfschütz (* 10. März 1860 in Battelau, Mähren; † 6. Oktober 1933 in Brünn) war ein mährischer Ingenieur und Professor für Flussbau, Wasserstraßen und Binnenschifffahrt an der Deutschen Technischen Hochschule Brünn.

## Leben
Joseph Wolfschütz studierte an der Deutschen Technischen Hochschule Brünn Ingenieurwissenschaften. Im Jahre 1882 wurde er im Corps Marchia Brünn recipiert. Nach bestandenem Diplomexamen trat er 1884 in den Dienst des Mährischen Landes-Bauamts Brünn. 1897 wurde er zum Landesbaurat und 1909 zum Landesoberbaurat befördert. Wolfschütz war an der Regulierung vieler mährischer Flüsse beteiligt. Mit einer Doktorarbeit über die March wurde er 1908 an der Deutschen Technischen Hochschule Brünn zum Dr.-Ing. promoviert. Bereits 1905 wurde er zum Privatdozenten für Flussbau, Wasserstraßen und Binnenschifffahrt am Institut für Wasserbau und Bewässerung II der Deutschen Technischen Hochschule Brünn ernannt. Seit 1908 Honorarprofessor für Wasserstraßenbau, wurde er 1912 zum a.o. Professor ernannt. Die Professur hatte er bis zu seinem Tode im Jahre 1933 inne. Joseph Wolfschütz war Ehrenmitglied des Corps Marchia Brünn.